# Merci !
Pour les articles homonymes, voir Merci.
Albums de Juliette Gréco
Gréco
(2000)
Clip vidéo
[vidéo] « Juliette Greco - Merci », sur YouTube
[vidéo] « Juliette Greco - Tournée « Merci » », sur YouTube
Merci ! est l'ultime album live de 2015 de Juliette Gréco, compilation de 2 CD de 37 titres de ses 65 ans de carrière, et de sa tournée d'adieux « Merci » de 2015,,.

## Histoire
Juliette Gréco (1927-2020) âgée de 88 ans, entame en avril 2015 son importante tournée d'adieux « Merci »,,, triomphale, accompagnée par son mari-compositeur Gérard Jouannest au piano, et par Jean-Louis Matinier (en) à l’accordéon. Elle repend des classiques du répertoire de ses 65 ans de carrière et de la chanson française, de Jacques Prévert, Boris Vian, Léo Ferré, Serge Gainsbourg, Jacques Brel, Charles Aznavour, Charles Trenet, Georges Brassens, Guy Béart... 
Elle souhaite repasser en une année de tournée par tous les lieux emblématiques de sa carrière (débutée en 1949) répartis sur 25 dates, à Paris, au Printemps de Bourges, en Province, Belgique, Canada, Italie, Grèce, Israël, Allemagne, Pays-Bas, Japon, Grande-Bretagne... Victime de coups de chaleur, puis d'un AVC à Lyon, elle est obligée d’écourter, puis de suspendre, puis d'annuler la fin de sa tournée à Tadoussac au Canada le 12 juin 2015.
L'Essentielle, une anthologie en 13 CD de 309 chansons de sa carrière, enregistrées en studio de 1951 à 2013, sort en novembre 2015, ainsi que cette compilation Merci ! incluant la chanson inédite Merci, composée par son époux Gérard Jouannest avec des paroles de Christophe Miossec.

## Titres

### CD 1
| No  | Titre                             | Paroles          | Musique          | Durée |
| --- | --------------------------------- | ---------------- | ---------------- | ----- |
| 1.  | Je suis comme je suis             | Jacques Prévert  | Joseph Kosma     | 3:02  |
| 2.  | Je hais les dimanches             | Charles Aznavour | Florence Véran   | 3:40  |
| 3.  | Sous le ciel de Paris             | Jean Dréjac      | Hubert Giraud    | 2:58  |
| 4.  | Coin de rue                       | Charles Trenet   | Charles Trenet   | 3:24  |
| 5.  | Si tu t'imagines                  | Raymond Queneau  | Joseph Kosma     | 2:42  |
| 6.  | Chanson pour l'Auvergnat          | Georges Brassens | Georges Brassens | 3:01  |
| 7.  | Les Feuilles mortes               | Jacques Prévert  | Joseph Kosma     | 3:01  |
| 8.  | Il n'y a plus d'après             | Guy Béart        | Guy Béart        | 3:14  |
| 9.  | Paname                            | Léo Ferré        | Léo Ferré        | 3:43  |
| 10. | La Cuisine                        | Jean Dréjac      | Jean Dréjac      | 1:53  |
| 11. | Jolie Môme                        | Léo Ferré        | Léo Ferré        | 2:43  |
| 12. | C'était Bien (Le P'tit Bal Perdu) | Robert Nyel      | Gaby Verlor      | 3:59  |
| 13. | Accordéon                         | Serge Gainsbourg | Serge Gainsbourg | 2:22  |
| 14. | Paris Canaille                    | Léo Ferré        | Léo Ferré        | 3:00  |
| 15. | La Javanaise                      | Serge Gainsbourg | Serge Gainsbourg | 2:29  |
| 16. | Parlez-moi d'amour                | Jean Lenoir      | Jean Lenoir      | 3:15  |
| 17. | Un petit poisson, un petit oiseau | Jean-Max Rivière | Gérard Bourgeois | 1:40  |
| 18. | Déshabillez-moi                   | Robert Nyel      | Gaby Verlor      | 3:45  |

### CD 2
| No  | Titre                                     | Paroles                           | Musique                      | Durée |
| --- | ----------------------------------------- | --------------------------------- | ---------------------------- | ----- |
| 1.  | J'arrive                                  | Jacques Brel                      | Gérard Jouannest             | 4:43  |
| 2.  | La Chanson des vieux amants               | Jacques Brel                      | Gérard Jouannest             | 4:49  |
| 3.  | Le Temps des cerises                      | Jean Baptiste Clément             | Antoine Renard               | 2:38  |
| 4.  | Le Contre-Ecclésiaste (Rien N'est Vanité) | Jean-Claude Carrière              | Gérard Jouannest             | 4:43  |
| 5.  | Les Amants d'un jour                      | Claude Delécluse, Michelle Senlis | Marguerite Monnot            | 2:42  |
| 6.  | Mathilde                                  | Jacques Brel                      | Gérard Jouannest             | 2:34  |
| 7.  | Avec le temps                             | Léo Ferré                         | Léo Ferré                    | 4:28  |
| 8.  | La Chanson de Prévert                     | Serge Gainsbourg, Jacques Prévert | Serge Gainsbourg             | 2:58  |
| 9.  | Le Déserteur                              | Boris Vian                        | Boris Vian                   | 3:39  |
| 10. | Le Pont Marie                             | Marie Nimier                      | Gérard Jouannest             | 6:18  |
| 11. | Je suis un soir d'été                     | Jacques Brel                      | Jacques Brel                 | 2:52  |
| 12. | Le prochain amour                         | Jacques Brel                      | Gérard Jouannest             | 4:19  |
| 13. | Amsterdam                                 | Jacques Brel                      | Jacques Brel                 | 3:16  |
| 14. | Bruxelles                                 | Jacques Brel                      | Jacques Brel                 | 3:00  |
| 15. | Tango Funèbre                             | Jacques Brel                      | Jacques Brel                 | 2:29  |
| 16. | Ces gens-là                               | Jacques Brel                      | Jacques Brel                 | 4:38  |
| 17. | Les Vieux                                 | Jacques Brel                      | Gérard Jouannest, Jean Corti | 4:03  |
| 18. | Ne me quitte pas                          | Jacques Brel                      | Jacques Brel                 | 3:48  |
| 19. | Merci !                                   | Christophe Miossec                | Gérard Jouannest             | 1:43  |